# American Society of Ichthyologists and Herpetologists

La American Society of Ichthyologists and Herpetologists (en español: Sociedad americana de ictiólogos y herpetólogos) (ASIH) es una organización internacional dedicada al estudio científico de la ictiología (estudio de los peces) y de la herpetología (el estudio de los reptiles y anfibios).
El objetivo principal de esta Sociedad consiste en ayudar a mejorar el conocimiento sobre estos organismos, divulgar los estudios en estas áreas mediante publicaciones, conferencias u otros métodos, y animar y apoyar a jóvenes científicos que deseen consagrarse a estas disciplinas.
La American Society of Ichthyologists and Herpetologists desea contribuir a la comprensión y a la protección de la diversidad natural y contribuir al uso de los recursos naturales para el bienestar de la humanidad.

## Historia
El 27 de diciembre de 1913, John Treadwell Nichols (1883-1958) publicó el primer número de Copeia, una publicación científica dedicada a los estudios sobre los peces, reptiles y anfibios. Nichols le puso a esta publicación el nombre de Copeia en homenaje a Edward Drinker Cope (1840-1897), un importante ictiólogo americano del siglo XIX. El primer número de Copeia contaba con cuatro páginas y cinco artículos.
Deseando ampliar la difusión de Copeia y mejorar la comunicación entre los ictiólogos y herpetólogos, Nichols se encontró con Henry Weed Fowler (1878-1965) y Dwight Franklin en la ciudad de Nueva York. Los tres hombres fundaron entonces la American Society of Ichthyologists and Herpetologists,  no obstante, con frecuencia la creación de esta Sociedad se atribuye únicamente a Nichols.
En 1923, La Sociedad contaba con aproximadamente 50 miembros. Además, se amplió la extensión de la revista Copeia hasta alcanzar las 120 páginas y se instituyó un consejo de redacción, que asumió la responsabilidad de ampliar la tirada y la difusión de esta publicación trimestral. En la actualidad, la Sociedad tiene más de 2400 miembros, y Copeia alcanza las 1200 páginas anuales de contenido informativo y puede encontrarse en más de 1000 bibliotecas institucionales.